# Neodeceia cineracea
Neodeceia cineracea is een vliegensoort uit de familie van de Lauxaniidae. De wetenschappelijke naam van de soort is voor het eerst geldig gepubliceerd in 1902 door Coquillett.